# Göppinger Theatertage
Die Göppinger Theatertage (früher Göppinger Spieltage) gehören zu den ältesten und bedeutendsten Amateurtheaterfestivals in Europa. Von 1963 bis 2005 fanden sie im jährlichen Turnus statt. Im Jahr 2006 wurde beschlossen, dass sie nur noch alle zwei Jahre veranstaltet werden. Zugleich erfuhren sie eine Erweiterung durch einen zusätzlichen „Werkstatttag“ für Kinder und Jugendliche. Die Theatertage finden im November statt, das Programm erstreckte sich über fünf Tage.